# Jovan Mijatović
Jovan Mijatović (in serbo Јован Мијатовић?; Belgrado, 11 luglio 2005) è un calciatore serbo, attaccante dell'OH Lovanio in prestito dal New York City.

## Carriera

### Club
Mijatović è cresciuto nel settore giovanile della Stella Rossa, club dove ha debuttato il 13 ottobre 2022 nell'incontro della fase a gironi di UEFA Europa League perso 2-1 contro il Ferencváros. Ha segnato il suo primo gol l'8 maggio 2023 in Superliga contro il Voždovac.
Il 19 febbraio 2024 si trasferisce agli statunitensi del New York City.
Il 31 gennaio 2025 fa ritorno in Europa trasferendosi in prestito all'OH Lovanio.

### Nazionale
Ha giocato nelle nazionali giovanili serbe Under-17 ed Under-19.

## Statistiche

### Presenze e reti nei club
Statistiche aggiornate al 16 dicembre 2023.
| Stagione            | Squadra             | Campionato          | Campionato | Campionato | Coppe nazionali | Coppe nazionali | Coppe nazionali | Coppe continentali | Coppe continentali | Coppe continentali | Altre coppe | Altre coppe | Altre coppe | Totale | Totale | Totale |
| Stagione            | Squadra             | Comp                | Pres       | Reti       | Comp            | Pres            | Reti            | Comp               | Pres               | Reti               | Comp        | Pres        | Reti        | Pres   | Reti   |        |
| ------------------- | ------------------- | ------------------- | ---------- | ---------- | --------------- | --------------- | --------------- | ------------------ | ------------------ | ------------------ | ----------- | ----------- | ----------- | ------ | ------ | ------ |
| lug.-set. 2022      | Grafičar Belgrado   | 1L                  | 8          | 5          | CS              | 0               | 0               |                    | -                  | -                  |             | -           | -           | 8      | 5      |        |
| 2022-2023           | Stella Rossa        | SL                  | 12         | 1          | CS              | 3               | 0               | UEL                | 2                  | 0                  |             | -           | -           | 17     | 1      |        |
| 2023-2024           | Stella Rossa        | SL                  | 13         | 8          | CS              | 1               | 1               | UCL                | 4                  | 0                  |             | -           | -           | 18     | 9      |        |
| Totale Stella Rossa | Totale Stella Rossa | Totale Stella Rossa | 25         | 9          |                 | 4               | 1               |                    | 6                  | 0                  |             | -           | -           | 35     | 10     |        |
| Totale carriera     | Totale carriera     | Totale carriera     | 33         | 14         |                 | 4               | 1               |                    | 6                  | 0                  |             | -           | -           | 43     | 15     |        |

## Palmarès

### Club

#### Competizioni nazionali
- Campionato serbo: 2

Stella Rossa: 2022-2023, 2023-2024
- Coppa di Serbia: 2

Stella Rossa: 2022-2023, 2023-2024